# Österland
För andra betydelser, se Österland (olika betydelser).

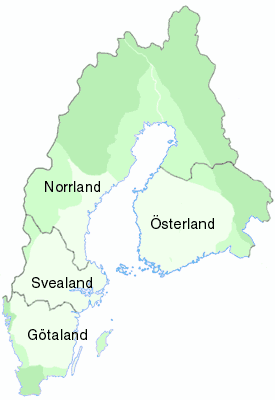
Sveriges traditionella landsdelar. (Olika expansionssteg är skuggmarkerade. Gränserna är från år 1700.)

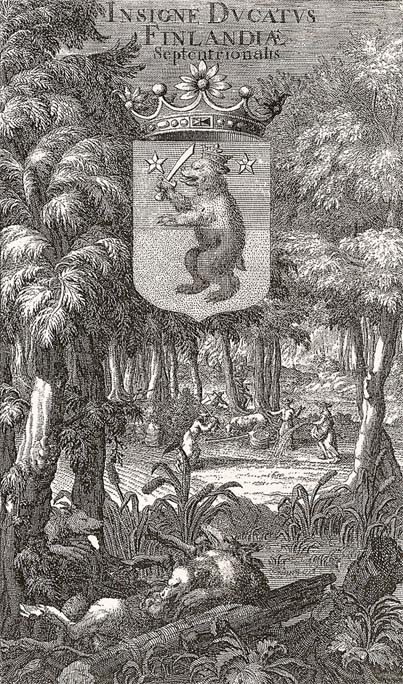
Satakunda vapen, Suecia antiqua et hodierna

Österland eller Österlanden är en äldre benämning för det nuvarande södra Finland, i egenskap av tidigare svensk landsdel. I norr gränsade området mot det glest befolkade Norrland.
Namnet Österland kom att gradvis falla ur bruk redan under Kalmarunionen och är numera sedan länge i det närmaste okänt för en bredare allmänhet. Under perioden syftade "Finland" endast på den sydvästra delen, Åbo län, nuvarande Egentliga Finland.

## Historia
Under 1200-talet kom de svenska kungarna att kräva överhöghet över det område som motsvarar dagens södra Finland och införlivade det under inflytande av kyrkan i det svenska kungadömet. Detaljerna från denna process är inte kända: den traditionella historieskrivningens tre "korståg" har debatterats av moderna forskare som betvivlar att det alls ägt rum i form av ett regelrätt korståg då det saknas belägg för det i samtida källor. Däremot är det troligt att det vid denna tid genomfördes militära expeditioner från svenskt håll, vilka småningom ledde till att Egentliga Finland inlemmades i det svenska riket. Införlivningen skedde vid den tid då Sverige förenades under en kung eller något senare, och Österland sågs som en konstituerande del av det svenska kungadömet trots att landsdelens röstberättigade för första gången deltog i valen av svenska kungar först den 15 februari 1362 (när Håkan Magnusson valdes som medregent till sin far).
Många svenskar flyttade till de västra och sydvästra delarna av Österland under 1200-talet. Det finns inga obestridliga arkeologiska eller toponymiska bevis på att runsvenska (d.v.s. den äldsta formen av fornsvenska) skulle ha talats utanför de åländska öarna i dagens Finland.
Finland utropades till ett storfurstendöme av kung Johan III år 1581. Som prins 1556, hade han getts en del av området som ett hertigdöme vid sidan av de hertigdömen som styrdes av hans bröder. Hertigdömena skapades av Gustav Vasa för dennes söners försörjning, men hade ingen bestående praktisk verkan. För Österlandets del skedde utropandet av hertigdömet som en del av åtgärder för att skärpa kronans grepp om adeln. Storfurstendömet kom dock att stå sig som term, och när Finland anslöts till Ryssland 1809 var det som ett autonomt storfurstendöme.
Till skillnad från provinserna söder om Östersjön räknades Finland som en integrerad del av riket, "den östra riksdelen". I slutet av 1500-talet bodde en tredjedel av landets befolkning i det som sedan blev Finland, medan proportionen under stormaktstiden sjönk till en tiondel. Genom erövringarna minskade den östra riksdelens betydelse som utrymme för expansion; de sydligare, mer folkrika och bördiga områdena kunde ge större inkomster åt krona och adel.
Finland förblev en del av det svenska riket fram till Finska kriget 1808–1809, när riksdelen avträddes till Ryssland och kom sedan att bilda det autonoma storfurstendömet Finland.